# XXX Festival del Huaso de Olmué
El XXX Festival del Huaso de Olmué, también conocido como Olmué 1999, se llevó a cabo los días 22, 23 y 24 de enero de 1999, con la transmisión a cargo de Canal 13. La animación estuvo nuevamente en manos de Juan La Rivera. En esta edición, varios artistas como Jorge Yáñez, Tito Fernández "El Temucano" e Illapu repitieron su participación, presentándose en años consecutivos tras haber estado en la versión anterior, mientras que fue el debut para bandas como Los Ángeles Negros. Siguiendo la línea de ediciones recientes, se continuó incorporando folclore latinoamericano dentro de la parrilla artística, destacando las presentaciones del grupo argentino Los Nocheros y de la destacada cantante peruana Eva Ayllón.

## Artistas

### Musicales
- Tito Fernández "El Temucano"
- Jorge Yáñez
- La Sonora Palacios
- Eva Ayllón
- Los Ángeles Negros
- Ginette Acevedo
- Los Tres[3] [4]
- Sexual Democracia
- Palmenia Pizarro
- Los Cuatro Cuartos
- Los Nocheros
- Illapu

### Humor
- Pancho del Sur
- Don Clorindo

## Competencia
Fueron 10 canciones en competencia y se premió a Mejor Intérprete.
| Título                      | Intérprete(s)                    | Autor(a)                   | Lugar     |
| --------------------------- | -------------------------------- | -------------------------- | --------- |
| "Palomita de Melipilla"     | Los Cántaros                     | Loreto Valenzuela Baudrand | Ganador   |
| "Soy un chilote"            | Patricio Quintanilla             | Dante Olivares             | 2.° Lugar |
| "Nubarrones de vida"        | Los Mensajeros                   | Ruperto Fonfach            | 3.° Lugar |
| "Ay, el amor"               | Chacareros de Paine              | Teresa Rodríguez           | Eliminado |
| "Hijo de la yegua Tordilla" | Voces del Río                    | Ramón Adonay               | Eliminado |
| "El huaso Chile galopa"     | Lafquén                          | Antonio Cerpa              | Eliminado |
| "Bajo el sol del amor"      | Los Sayapayas                    | Pedro Plaza                | Eliminado |
| "Si nunca pensé olvidarte"  | Carmencita Ruiz y Los Forasteros | Olga Teresa Hernández      | Eliminado |
| "Tiempo de esquila"         | Voces de Aysén                   | José Arturo Chávez         | Eliminado |
| "Veinticinco razones"       | Grupo Los de la Costa            | José Cornejo Aliaga        | Eliminado |

El premio a Mejor Intérprete fue otorgado a Las Voces del Río por defender la canción «Hijo de la yegua Tordilla».